# Mirko Hrgović
Mirko Hrgović (Sinj, 5. veljače 1979.), nogometni je bivši reprezentativac Bosne i Hercegovine.

## Klupska karijera
Karijeru je započeo u sinjskom Junaku. Odatle je otišao u Hajduk gdje se nije snašao. Bio je na posudbama u Mosoru i Solinu ali je naposljetku otišao u japansku Gamba Osaku. Nakon 4 odigrane utakmice za Gambu došao je u Široki Brijeg u BiH. Tu se napokon istaknuo i igrao vrlo dobro. Zaradio si je time i nastup u reprezentaciji, te 800.000 € vrijedan transfer u bundeligaški klub Wolfsburg.
U Njemačkoj se nije naigrao. Isprva je češće nastupao, no, promjenom trenera je počeo sjediti na klupi i tribinama. Kad to više nije mogao trpjeti raskinuo je ugovor s klubom i vratio se u Hajduk. U međuvremenu se špekuliralo o mogućem odlasku u beogradski Partizan, no, sam Hrgović je takvo što opovrgnuo. 
Pri dolasku u Hajduk, u siječnju 2006. godine imao je vrlo unosnu ponudu ruskog Krilja Sovjetova, no, završio je u Splitu. Prva sezona podno Marjana nije bila pretjerano uspješna. Iako je ovog puta dobio priliku, čak jednim svojim pogotkom u 92. minuti spasio Hajduka od poraza u Jadranskom derbiju s Rijekom na Kantridi, klub je igrao loše. Ostao je još jednu sezonu, te promijenio poziciju s lijevog veznog u lijevog obrambenog. Iako mu to nije prirodna pozicija, tamo je postao nezamijenjiv, te postao vrlo bitan igrač splitske momčadi koja je počela nizati vrlo dobre rezultate, također došao u krug kandidata za kapetansku vrpcu koja je ipak pripala Mariju Careviću. 
Na zimu 2006. godine imao je konkretnu ponudu iz Japana, no, niti ga je klub pustio, niti je on izrazio želju za odlaskom. Za vrijeme utakmice 2. kola malonogometnog turnira Kutije šibica u Zagrebu, nogom je u stilu karataša nasrnuo na gledatelja, navijača Dinama, koji je utrčao na teren ne bi li napao klupskom mu suigrača, Marija Carevića, te ga poslao u bolnicu. Na kraju sezone 2006./07. kao jedan od ljubimaca hajdukovih navijača proglašen je Hajdučkim srcem. Naredne sezone nastavlja sa standardno kvalitetnim igrama kao ponajbolji hajdukovac te prvim danom ožujka 2008. godine zarađuje bogat transfer u japanski JEF United.
Hrgović 18. srpnja 2008. godine potpisuje trogodišnji ugovor s najvećim Hajdukovim rivalom Dinamom iz Zagreba. Njegov dolazak u Dinamo prouzročio je negodovanje i Dinamovih i Hajdukovih najžešćih navijača. Prije utakmice prvog pretkola Lige prvaka protiv Linfielda pred stadionom Maksimir nađena je obješena plastična lutka u dresu Hajduka s Hrgovićevim brojem. Udruga navijača Dinama se ogradila od tog incidenta. Na istoj utakmici Bad Blue Boysi su pobacali tridesetak baklji u teren protestirajući protiv njegovog dolaska. Također Udruga navijača Dinama objavila je priopćenje za javnost u kojemu objašnjavaju razloge neprihvaćanja Hrgovića.
Na utakmici 3. kola HNL-a igranoj u Maksimiru između Zagreba i Hajduka i pripadnici Torcide su vrijeđali Hrgovića koji je prisustvovao utakmici kao gledatelj. Nakon pobjede u Zadru od 3:2, nakon što je domaćin vodio s 2:0, Dinamovi igrači proslavljaju preokret i pobjedu s 300 Bad Blue Boysa koji su ih bodrili na utakmici bacajući dresove među njih. Svi su igrači spremno lansirali majice među navijače, ali jedna ipak nije pronašla vlasnika. Kada je Mirko Hrgović prebacio svoj dres preko ograde, isti je odjevni artikal ekspresno bačen na travnjak, a Hrgović je ispraćen koncertom zvižduka i uvreda. Od dolaska u Dinamo nije igrao na svojoj uobičajenoj razini zbog koje je i doveden, te je na kraju sezone 2008./09. napustio redove hrvatskog prvaka te prelazi u njemački Greuther Fürth. Za Greuther Fürth odigrao je samo sedam utakmica, bez pogodaka. Početkom ožujka 2010. godine objavljeno je da Hrgović nastavlja karijeru u bh. premjerligašu Širokom Brijegu. Nakon toga Mirko Hrgović je uspješno igrao u Prvoj grčkoj ligi u redovima Kavale. U rujnu 2011. godine potpisuje dvogodišnji ugovor s RNK Splitom. Mirko 18. rujna 2013. prelazi iz RNK Splita u NK Zadar.
U ljeto 2015., Hrgović se vraća bez odštete u svoj stari klub, NK Junak Sinj.
U siječnju 2017. je Goran Sablić predstavljen kao trener NK Širokog Brijega. Hrgović je u bosanskohercegovačkom gradu postao pomoćni trener Sabliću.
Statistika u Hajduku
| Natjecanje        | Nastupi | Zgoditci |
| ----------------- | ------- | -------- |
| Prvenstvo         | 65      | 6        |
| Kup               | 12      | 2        |
| Superkup          | 0       | 0        |
| Međunarodne       | 4       | 2        |
| Splitski podsavez | 0       | 0        |
| Ukupno            | 81      | 10       |
| Prijateljske      | 15      | 8        |
| Sveukupno         | 96      | 18       |

## Reprezentativna karijera
Iako rođeni Hrvat Hrgovića u rodnoj zemlji nisu baš pratili te je igrajući u Širokom Brijegu uzeo BiH državljanstvo, nakon što mu je bilo ponuđeno mjesto u tamošnjoj reprezentaciji. Debitirao je u ožujku 2003. godine protiv Walesa u Cardiffu. Završilo je 2:2.

## Zanimljivosti
- Brat mu Andrija poznati je alkar i slavodobitnik Alke 2008. godine[13] te prvak Hrvatske u preponskom jahanju i hrvatski reprezentativac[14] a sestra Ivanka, rukometna je reprezentativka Hrvatske.[15]

- Zajedno s bratom Andrijom vlasnik je više konja za preponsko jahanje.[15]

## Vanjske poveznice
- Mirko Hrgović na hnl-statistika.com